# Shit (singolo)
Shit è un singolo del rapper statunitense Future, pubblicato il 24 settembre 2013 come primo estratto della riedizione digitale del quinto album in studio Honest.

## Pubblicazione
Il 17 dicembre 2013 è stato pubblicato un remix del brano assieme ai rapper Drake e Juicy J. Due giorni dopo viene pubblicato un ulteriore remix della canzone, questa volta con la presenza dei rapper Pastor Troy, Jeezy e T.I.. Il 20 dicembre esce un nuovo remix, con la presenza di Schoolboy Q e Diddy.